# Jacob Whaler
Jacob Whaler (Lahaina, Hawaii, 04 de julho) é um escritor estadunidense de aventura, magia, ação e ficção científica que acredita no poder das novas tecnologias e redes sociais, a exemplo do italiano Luca Rossi.
É autor de uma série de obras em língua inglesa denominada Stones - Pedra.

## Obras do autor
- Stones: Data (Stones #1)
- Stones: Hipothesis (Stones #2)
- Stones: Experiment (Stones #3)
- Stones: Theory (Stones #4)

## Ligações Externas
- http://www.jacobwhaler.com
- http://www.amazon.com/dp/B00M1TIIY8/ref=cm_sw_su_dp
- http://www.new-asian-writing.com/naw-interview-with-jacob-whaler/
- http://www.goodreads.com/author/show/7236900.Jacob_Whaler
- https://web.archive.org/web/20140825143602/http://www.rockinbookreviews.com/2013/10/28/interview-with-the-new-dynamic-author-of-stones-data-jacob-whaler/